# Selo nad Polhovim Gradcem
Selo nad Polhovim Gradcem je naselje v Občini Dobrova - Polhov Gradec.